# Jordania en los Juegos Olímpicos de París 2024
Jordania estuvo representada en los Juegos Olímpicos de París 2024 por doce deportistas, nueve hombres y tres mujeres, que compitieron en seis deportes.
Los portadores de la bandera en la ceremonia de apertura fueron los practicantes de taekwondo Saleh El-Sharabati y Rama Abu Al-Rub.

## Medallistas
El equipo olímpico jordano obtuvo las siguientes medallas:
| Nombre     | Deporte   | Competición |
| ---------- | --------- | ----------- |
| Oro        |           |             |
| —          |           |             |
| Plata      |           |             |
| Zaid Karim | Taekwondo | –68 kg M    |
| Bronce     |           |             |
| —          |           |             |